# Scorpiops problematicus
Espèce
Synonymes
- Euscorpiops problematicus (Kovařík, 2000)

Scorpiops problematicus est une espèce de scorpions de la famille des Scorpiopidae.

## Distribution
Cette espèce est endémique de la province de Chiang Mai en Thaïlande. Elle se rencontre sur le Doi Pui, le Doi Suthep-Pui et le Doi Chiang Dao.

## Description
Le mâle holotype mesure 45,8 mm et la femelle paratype 46,7 mm.

## Systématique et taxinomie
Cette espèce a été décrite par Kovařík en 2000. Elle est placée dans le genre Euscorpiops  par Soleglad et Sissom en 2001. Elle est replacée dans le genre Scorpiops par Kovařík, Lowe, Stockmann et Šťáhlavský en 2020.

## Publication originale
- Kovařík, 2000 : « Revision of family Scorpiopidae (Scorpiones), with descriptions of six new species. » Acta Societatis Zoologicae Bohemicae, vol. 64, p. 153-201 (texte intégral).